# لوئیس گاردت
لوئیس گاردت (به فرانسوی: Louis Gardet) تاریخ دان فرانسوی است .او جز نویسندگان تاریخ اسلام کمبریج بوده است 